# Kevin Rodrigues
Kévin Manuel Rodrigues (Bayona, Francia, 5 de marzo de 1994) es un futbolista profesional franco-portugués que juega en la posición de defensa y milita en el Gaziantep F. K. de la Superliga de Turquía. Es internacional absoluto con la selección de fútbol de Portugal.

## Trayectoria
Debutó como profesional el 20 de marzo de 2012 con el Toulouse F. C. entrando como suplente en un partido ante el A. C. Ajaccio.
El 4 de junio de 2015 firma un contrato con la Real Sociedad para jugar en el filial, entrando por primera vez en una convocatoria con el primer equipo el 30 de septiembre de 2016 en un partido liguero ante el Real Betis de la mano del entrenador Eusebio Sacristán. Con este último también debutó en LaLiga contra el Real Madrid el 29 de enero de 2017.
De cara a la temporada 2017-18 obtiene ficha con el primer equipo. El 17 de septiembre anotó su primer gol con la casaca txuri-urdin y precisamente fue ante el Real Madrid, el equipo frente al que debutó meses atrás. Dicho partido se celebró en el Estadio de Anoeta y acabó con 1-3 a favor de los madridistas, anotándose Rodrigues también un gol en propia meta.
El 2 de septiembre de 2019 fue cedido por una temporada al C. D. Leganés. Inició la temporada 2019-20 como suplente en el equipo pepinero. Para la temporada 2020-21 fue prestado a la S. D. Eibar. La campaña siguiente acumuló una nueva cesión, siendo el Rayo Vallecano su destino.
En junio de 2022 puso fin a su etapa en la Real Sociedad al finalizar su contrato, marchándose a Turquía para continuar su carrera en el Adana Demirspor. En este equipo disputó 51 partidos, en los que marcó dos goles, antes de acordar la rescisión de su contrato a finales de 2023. Un mes después fichó por el Al-Qadisiyah F. C. y en agosto de 2024 regresó a Turquía, donde jugó para el Kasımpaşa S. K. y el Gaziantep F. K.

## Selección nacional
Fue un joven internacional de Francia, ya que representó a su nación en el nivel de menores de 18 años. El 3 de noviembre de 2016 fue convocado por primera vez para el equipo sub-21 de Portugal, siendo parte del equipo que apareció en la Eurocopa Sub-21 del año siguiente.
Disputó su primer partido con la absoluta el 10 de noviembre de 2017, jugando todo el partido en la victoria amistosa por 3-0 sobre Arabia Saudí en Viseu.

## Estadísticas

### Clubes
| Club                              | Div.          | Temporada     | Liga  | Liga  | Copas nacionales | Copas nacionales | Copas internacionales | Copas internacionales | Total | Total |
| Club                              | Div.          | Temporada     | Part. | Goles | Part.            | Goles            | Part.                 | Goles                 | Part. | Goles |
| --------------------------------- | ------------- | ------------- | ----- | ----- | ---------------- | ---------------- | --------------------- | --------------------- | ----- | ----- |
| Toulouse F. C. Francia            | 1.ª           | 2011-12       | 1     | 0     | 0                | 0                | —                     | —                     | 1     | 0     |
| Toulouse F. C. Francia            | 1.ª           | 2012-13       | 1     | 0     | 0                | 0                | —                     | —                     | 1     | 0     |
| Toulouse F. C. Francia            | 1.ª           | 2013-14       | 0     | 0     | 0                | 0                | —                     | —                     | 0     | 0     |
| Toulouse F. C. Francia            | Total club    | Total club    | 2     | 0     | 0                | 0                | 0                     | 0                     | 2     | 0     |
| Dijon F. C. O. Francia            | 2.ª           | 2014-15       | 2     | 0     | 4                | 0                | —                     | —                     | 6     | 0     |
| Dijon F. C. O. Francia            | Total club    | Total club    | 2     | 0     | 4                | 0                | 0                     | 0                     | 6     | 0     |
| Real Sociedad "B" · España        | 2.ª B         | 2015-16       | 29    | 5     | —                | —                | —                     | —                     | 29    | 5     |
| Real Sociedad "B" · España        | 2.ª B         | 2016-17       | 27    | 1     | —                | —                | —                     | —                     | 27    | 1     |
| Real Sociedad "B" · España        | Total club    | Total club    | 56    | 6     | 0                | 0                | 0                     | 0                     | 56    | 6     |
| Real Sociedad · España            | 1.ª           | 2016-17       | 2     | 0     | 0                | 0                | —                     | —                     | 2     | 0     |
| Real Sociedad · España            | 1.ª           | 2017-18       | 20    | 1     | 0                | 0                | 2                     | 0                     | 22    | 1     |
| Real Sociedad · España            | 1.ª           | 2018-19       | 7     | 0     | 0                | 0                | —                     | —                     | 7     | 0     |
| Real Sociedad · España            | 1.ª           | 2019-20       | 1     | 0     | —                | —                | —                     | —                     | 1     | 0     |
| Real Sociedad · España            | Total club    | Total club    | 30    | 1     | 0                | 0                | 2                     | 0                     | 32    | 1     |
| C. D. Leganés · España            | 1.ª           | 2019-20       | 26    | 1     | 1                | 0                | —                     | —                     | 27    | 1     |
| C. D. Leganés · España            | Total club    | Total club    | 26    | 1     | 1                | 0                | 0                     | 0                     | 27    | 1     |
| S. D. Eibar · España              | 1.ª           | 2020-21       | 22    | 1     | 2                | 0                | —                     | —                     | 24    | 1     |
| S. D. Eibar · España              | Total club    | Total club    | 22    | 1     | 2                | 0                | 0                     | 0                     | 24    | 1     |
| Rayo Vallecano · España           | 1.ª           | 2021-22       | 13    | 0     | 4                | 0                | —                     | —                     | 17    | 0     |
| Rayo Vallecano · España           | Total club    | Total club    | 13    | 0     | 4                | 0                | 0                     | 0                     | 17    | 0     |
| Adana Demirspor Turquía           | 1.ª           | 2022-23       | 33    | 2     | 1                | 0                | —                     | —                     | 34    | 2     |
| Adana Demirspor Turquía           | 1.ª           | 2023-24       | 11    | 0     | 0                | 0                | 6                     | 0                     | 17    | 0     |
| Adana Demirspor Turquía           | Total club    | Total club    | 44    | 2     | 1                | 0                | 6                     | 0                     | 51    | 2     |
| Al-Qadisiyah F. C. Arabia Saudita | 2.ª           | 2023-24       | 15    | 0     | ―                | ―                | ―                     | ―                     | 15    | 0     |
| Al-Qadisiyah F. C. Arabia Saudita | Total club    | Total club    | 15    | 0     | 0                | 0                | 0                     | 0                     | 15    | 0     |
| Kasımpaşa S. K. Turquía           | 1.ª           | 2024-25       | 28    | 1     | 0                | 0                | —                     | —                     | 28    | 1     |
| Kasımpaşa S. K. Turquía           | Total club    | Total club    | 28    | 1     | 0                | 0                | 0                     | 0                     | 28    | 1     |
| Gaziantep F. K. Turquía           | 1.ª           | 2025-26       | 0     | 0     | 0                | 0                | —                     | —                     | 0     | 0     |
| Gaziantep F. K. Turquía           | Total club    | Total club    | 0     | 0     | 0                | 0                | 0                     | 0                     | 0     | 0     |
| Total carrera                     | Total carrera | Total carrera | 238   | 12    | 12               | 0                | 8                     | 0                     | 258   | 12    |
| 1. 2. Fuente: Transfermarkt       |               |               |       |       |                  |                  |                       |                       |       |       |